# قياديبي (أديامان)
قياديبي (بالتركية: Kayadibi)‏ هي قرية تتبع إداريّاً لمديرية أديامان في محافظة أديامان التركية الواقعة في جنوب شرق الأناضول. بلغ عدد سكانها 99 نسمة في عام 2021.